# 交野市立第二中学校
交野市立第二中学校（かたのしりつ だいに ちゅうがっこう）は大阪府交野市にある公立中学校。
1972年に交野市立第一中学校より分離開校した。大阪府の中学校としては珍しく給食を実施（学校給食センター方式）している。

## 沿革
- 1972年4月1日 - 交野市立第二中学校として、交野市大字郡津2031番地（現在地・当時の住所表示）に開校。

創立当初の校区は、郡津小学校校区と交野小学校校区の一部。
- 1973年6月10日 - 校歌制定。この日を創立記念日とする。
- 1974年 - 交野市立倉治小学校の開校に伴い、同校からの進学者（従来の交野小学校校区の一部）を受け入れ（校区変更なし）。
- 1975年 - 交野市立長宝寺小学校[2]開校に伴い、同校校区全域を当校校区とする。一部区域（長宝寺小学校校区のうち旧交野小学校・旧第一中学校校区）を当校校区に編入。

当時の校区は、郡津小学校・倉治小学校・長宝寺小学校の校区。
- 1984年 - 校区変更。従来の校区のうち、長宝寺小学校校区を第一中学校校区へ分離。
- 1991年 - 交野市教育委員会から、特別活動（生徒会活動の育成）の研究校に指定される。

## 通学区域
- 交野市立郡津小学校と交野市立倉治小学校の通学区域。

交野市 松塚、郡津1丁目（一部）、郡津2丁目-5丁目、幾野1丁目-6丁目、大字倉治、倉治1丁目-9丁目、東倉治1丁目-5丁目、神宮寺1丁目-2丁目。

## 交通
- 京阪交野線 郡津駅 東へ約1.5km。

## おもな卒業生
- 北本亘 - プロ野球選手